# El noveno día
El noveno día es una película alemana de 2004 dirigida por Volker Schlöndorff basada en la historia real del sacerdote católico luxemburgués Jean Bernard, recogida en su autobiografía Pfarrerblock 25487 (ISBN 2-87963-286-2).
El ganador de un Óscar y de la Palma de Oro de Cannes por El tambor de hojalata, Volker Schlöndorff (Guerra y paz, Muerte de un viajante), dirige esta historia basada en hechos reales centrada en el llamado «Pfarrerblock», un campo de concentración con más de 2.500 religiosos dentro del campo de Dachau, próximo a Múnich, del que sobrevivieron aproximadamente la mitad.
Ulrich Matthes (El hundimiento) y August Diehl (Tattoo) forman un binomio en la interpretación de dos personajes antagonistas como el sacerdote católico y un oficial nazi.

## Argumento
Ambientada en uno de los campos de exterminio nazis durante la Segunda Guerra Mundial, El noveno día narra la historia de un cura católico que fue apresado por mostrarse contrario a la ideología racista hitleriana. 
Al padre Kremer, un sacerdote luxemburgués, le conceden nueve días para ir al entierro de su madre. Lo que puede parecer un acto de caridad es en realidad, una estrategia para que Kremer convenza al influyente obispo de Luxemburgo para que presione al Papa, Pío XII y éste colabore con Hitler. De paso podía obtener su libertad.
El protagonista deberá decidir si traiciona sus principios y gana así la libertad o se encamina hacia una muerte segura.
La película está dividida en nueve bloques, cada uno correspondiente a uno de los días en los que el padre Kremer goza de un permiso especial, que le permite abandonar temporalmente el campo de concentración en el que se haya recluido por su enérgica condena del Holocausto, y en los que tiene que ganar para la causa nazi al reticente obispo luxemburgués.

## Críticas
El noveno día es considerada una de las mejores películas de Volker Schlöndorff, junto con El tambor de hojalata y El ogro.
Al igual que Costa-Gavras en Amén, Schlöndorf apuesta por la perspectiva de una dicotomía, la de un sacerdote reclutado a la fuerza como intermediario, y la de un oficial del Reich con conciencia en suspenso.